# Jesús Garay
Jesús Garay Vecino (Bilbao, 10 de setembro de 1930 - 10 de fevereiro de 1995) foi um futebolista espanhol, atuava como defensor.

## Carreira
Jesús Garay fez parte do elenco da Seleção Espanhola na Copa do Mundo de 1962. Ele fez uma partida.